# Professeur de chaire supérieure
Pour les articles homonymes, voir Professeur.
Un professeur de chaire supérieure est un professeur agrégé de l'enseignement du second degré français promu dans le corps des professeurs de chaire supérieure, qui enseigne dans les classes préparatoires aux grandes écoles (CPGE).
Un arrêté conjoint du ministre de l'Éducation nationale, du ministre chargé de la Fonction publique et du ministre du Budget fixe la liste des disciplines pour lesquelles peuvent être créées des chaires supérieures.

## Statut
Ce corps, à distinguer de celui des professeurs agrégés, a été créé par le décret n°68-503 du 30 mai 1968. Le ministre de l'Éducation nationale par intérim était alors Georges Pompidou, ancien élève de l'École normale supérieure et ancien professeur de lettres en première supérieure au lycée Henri-IV (Paris).
Les professeurs de chaire supérieure sont nommés par arrêté du ministre chargé de l'Éducation nationale parmi les candidats inscrits sur une liste d'aptitude nationale par discipline, liste établie annuellement par l'Inspection générale de l'Éducation nationale, parmi les professeurs agrégés.  
Contrairement à la hors-classe des professeurs agrégés, il n'y a pas de barème pour l'accès à la liste d'aptitude des professeurs de chaire supérieure. Les différentes Inspections générales considèrent l’accès à ce corps comme récompensant des personnels particulièrement méritants. Depuis la campagne de promotions 2023/2024, les professeurs inscrits sur la liste d'aptitude doivent, toutefois, se porter parallèlement candidats.   
L'inspection et l'évaluation des membres du corps relèvent du monopole des groupes disciplinaires permanents et spécialisés de l'Inspection générale de l'Éducation nationale, qui ne peuvent déléguer cette compétence.
Les obligations réglementaires de service (ORS) des professeurs de chaire supérieure, communes aux professeurs agrégés effectuant tout leur service en CPGE, sont fixées par la circulaire ministérielle n° 2004-056 du 29 mars 2004.
Depuis le décret n° 2023-720 du 4 août 2023, le corps des professeurs de chaire supérieure offre une carrière en 7 échelons (avant ce décret, l'accès au 7e échelon était contingenté), carrière accélérée par rapport à celle des agrégés. Ce 7e et dernier échelon est l'échelon spécial Hors-échelle B (HEB) qui permet aux professeurs de chaire supérieure d'accéder à la catégorie A supérieure de la fonction publique, catégorie indiciaire commune aux corps de direction des administrations, aux corps de magistrats judiciaires et administratifs, aux corps de magistrats des comptes, aux grands corps techniques de l'État, aux corps d'inspection générale et aux corps supérieurs de l'éducation et de la recherche.  
L'affectation des professeurs de chaire supérieure n'étant pas de compétence rectorale mais ministérielle, les actes administratifs des professeurs de chaire supérieure relèvent exclusivement du ministre de l’Éducation nationale.

## Effectifs
Le corps des professeurs de chaire supérieure forme une élite aux effectifs très limités, soit moins de 0,3 % des 859 000 professeurs de l'enseignement public et privé (chiffres de l'année 2022).
Le  nombre total de professeurs de chaire supérieure reste constant d'une année sur l'autre : 2 250. Seuls les départs en retraite de fonctionnaires appartenant à ce corps ou leur promotion vers d'autres corps permettent de nommer de nouveaux professeurs de chaire supérieure.